# Mesocoelopus
Mesocoelopus — род жесткокрылых насекомых семейства точильщиков.

## Описание
Надкрылья совсем без бороздок. Тело яйцевидное.

## Систематика
В составе рода:
- Mesocoelopus brevistriatus Leiler, 1979
- Mesocoelopus collaris Mulsant & Rey, 1864
- Mesocoelopus creticus Fairmaire, 1880
- Mesocoelopus ingibbosus Pic, 1924
- Mesocoelopus leileri Israelson, 1976
- Mesocoelopus niger (P. W. J. Müller, 1821)
- Mesocoelopus substriatus Schilsky, 1900